# Teracotona approximans
Teracotona approximans är en fjärilsart som beskrevs av Rothschild 1917. Teracotona approximans ingår i släktet Teracotona och familjen björnspinnare. Inga underarter finns listade i Catalogue of Life.